# گیانگکار
گیانگکار (به لاتین: Gyangkar) یک منطقهٔ مسکونی در جمهوری خلق چین است که در منطقه خودمختار تبت واقع شده‌است. گیانگکار ۴٬۴۲۸ نفر جمعیت دارد.